# Grammitis truncicola
Grammitis truncicola là một loài dương xỉ trong họ Polypodiaceae. Loài này được Klotzsch C.V. Morton mô tả khoa học đầu tiên năm 1967.